# Острогірка (гора)
49°25′56.6″ пн. ш. 22°58′05.3″ сх. д. / 49.432389° пн. ш. 22.968139° сх. д.

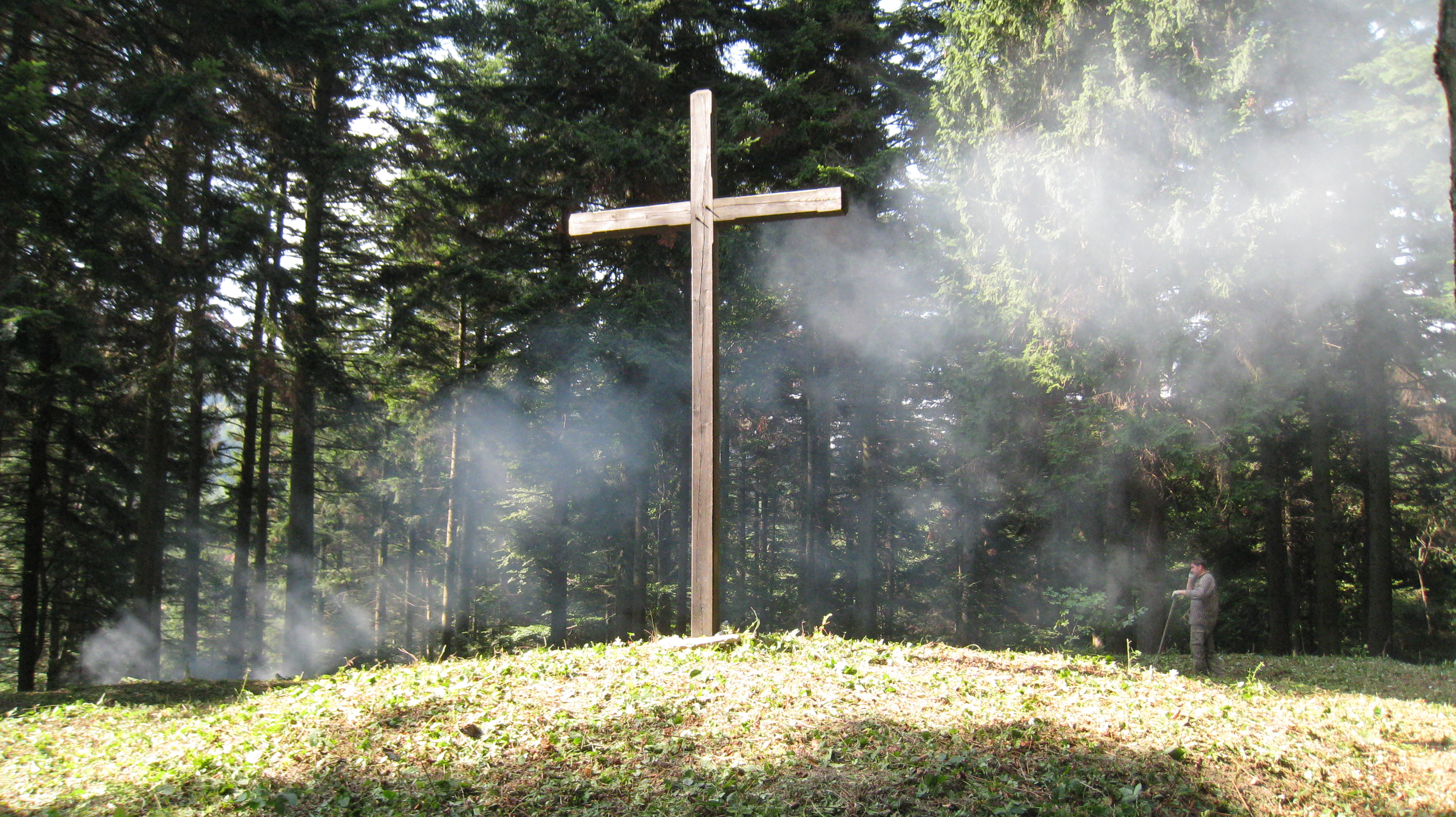
Пам'ятний хрест на горі

Острогі́рка — узгір'я над містом Старий Самбір. Найвищою вершиною є гора Верх або Янків Верх з абсолютною висотою 709 м над рівнем моря.
В роки Першої світової війни тут велися запеклі бої. Австро-угорські війська уздовж хребта, який простягається з південного заходу міста Старий Самбір та села Стрільбичі, спорудили оборонні лінії. Стратегічною оборонною позицією була гора Острогірка. На ній австро-угорці розмістили артилерію і стримували наступ російських військ до доріг, що ведуть на Закарпаття. 
У серпні 2009 року активістами громадського об'єднання «Товариство Острогірка» встановлено пам'ятний дубовий хрест на місці поховання, який освячено старосамбірськими священиками. 30 листопада 2014 року вдруге проведено панахиду за померлими солдатами.